# Hovea purpurea
Hovea purpurea är en ärtväxtart som beskrevs av Robert Sweet. Hovea purpurea ingår i släktet Hovea och familjen ärtväxter. Inga underarter finns listade i Catalogue of Life.